# ライアン・ガルシア
ライアン・ガルシア（Ryan García、1998年8月8日 - ）は、アメリカ合衆国のプロボクサー。カリフォルニア州ヴィクターヴィル出身。元WBC世界ライト級暫定王者。
弟のショーン・ガルシアもプロボクサー。

## 来歴

### アマチュア時代
2014年1月、全米ジュニア選手権に57kg級で出場し、決勝でデヴィン・ヘイニーに敗れた。
2015年1月、全米ユース選手権に60kg級で出場し、1回戦でバージル・オルティス・ジュニアに勝利するが、3回戦でデヴィン・ヘイニーに敗れた。
2016年1月、全米ユース選手権に60kg級で出場し、優勝した。

### プロ時代
2016年11月7日、オスカー・デ・ラ・ホーヤのゴールデンボーイ・プロモーションズと契約。
2017年9月15日、ラスベガスのMGMグランド内マーキー・ボール・ルームでミゲール・カリゾザとNABF北米スーパーフェザー級ジュニア王座決定戦を行い、初回30秒KO勝ちを収め王座を獲得した。
2018年3月22日、ファンタジー・スプリングス・リゾート・カジノでフェルナンド・バルガス・パーラと対戦し、初回2分55秒KO勝ちを収めNABF北米ジュニア王座の2度目の防衛に成功した。
2018年5月4日、ディグニティ・ヘルス・スポーツ・パークでNABF北米及びNABO北米スーパーフェザー級王座決定戦をジェイソン・ベレスと行い、10回3-0（99-91×3）の判定勝ちを収め両王座を獲得した。

#### ライト級
2019年11月2日、MGMグランド・ガーデン・アリーナでNABO北米ライト級王者ロメロ・デュノとNABO王座挑戦及びWBC世界ライト級シルバー王座決定戦を行い、初回1分38秒KO勝ちを収め両王座を獲得した。
2020年2月14日、アナハイムのホンダ・センターでフランシスコ・フォンセカと対戦し初回1分20秒KO勝ちを収めWBCシルバー王座の初防衛に成功した。
2020年11月10日、ルーク・キャンベルと12月5日にWBC世界ライト級暫定王座決定戦を行う予定だったが、キャンベルが新型コロナウイルスの陽性反応が出たために試合が延期された。
2021年1月2日、テキサス州ダラスのアメリカン・エアラインズ・センターでWBC世界ライト級2位のルーク・キャンベルとWBC世界ライト級暫定王座決定戦を行い、2ラウンド目にキャンベルの左フックがクリーンヒットしダウンを喫するも、7回に左ボディブローでキャンベルをマットに沈め、7回1分58秒TKO勝ちを収め王座を獲得した。
2021年1月14日、ドレア・セリーナと結婚した。
2021年4月24日、自身のInstagramに「現時点では、私の健康と幸福を管理することが重要です。自分自身がより強いバージョンになることに集中するため、少し休みを取ることを決めました」と、自身のうつ病やメンタルヘルス問題のために同年7月9日に対戦することが決定していたハビエル・フォルトゥナとの試合を欠場することを発表した。その後WBCが暫定王座を剥奪した。
2022年2月、2018年10月からトレーナーに就いていたエディ・レイノソと別れて新たなトレーナーにジョー・グーセンを迎えることが明らかにされた。

#### スーパーライト級
2022年4月9日、1年3カ月ぶりの試合をアラモドームでエマニュエル・タゴエとスーパーライト級の規定体重である140ポンドより1ポンド軽い139ポンドのキャッチウェイト契約のノンタイトル12回戦で対戦し、2ラウンド目にダウンを奪い3-0の判定勝ちを収めた。

##### vs デービス
2023年4月22日、ラスベガスのT-モバイル・アリーナにてWBA世界ライト級レギュラー王者ジャーボンテイ・デービスと136ポンドのキャッチウェイト契約のノンタイトル12回戦で対戦。デービスの要望により、試合当日朝の時点の体重が契約体重の136ポンドから10ポンド以内の増量制限（水分補給制限）の契約が交わされていたが、両者ともにクリアして試合が行われ、ガルシアは2回に左ストレートでダウンを奪われると、7回に左ボディブローでキャリア初黒星となる7回1分44秒KO負けを喫した。同大会は、ラスベガスで開催されたボクシングの大会の中で歴代5位の記録となる約2280万ドルの入場収益を記録し、120万件以上のペイ・パー・ビュー売上件数を記録するなど大成功を収めた興行となった。
2023年6月1日、ガルシアがインタビューで、デービス戦の試合後の記者会見にゴールデンボーイ・プロモーションズのオスカー・デ・ラ・ホーヤとバーナード・ホプキンスが出席しなかったことを「私のチームは記者会見に来なかった。デービスのチームの方が私のことを気にかけてくれた」と不満を漏らすと（デ・ラ・ホーヤは殺害の脅迫を受け身の危険を感じたため、ホプキンスは前日計量の時にテストステロンクリームをデービスに塗ろうとしたとしてデービス陣営から出入り禁止にされたため、と記者会見に出席しなかった理由を説明）、デ・ラ・ホーヤは「なんてこった、ライアンはもう2か月近く経つのにまだ記者会見のことで泣きごとを言ってるのかい？。あの負けの責任は君と君の顧問ルーペ・バレンシにある。彼はあの常軌を逸した水分補給制限条項を君に受け入れるよう押し付けた唯一の人物で、あれが君が負けた理由だよ。めそめそするのはやめろ」「『デービスのチームの方がよりサポートを提供してくれた』と言ってるけど、彼らが水分補給制限条項で君が負けるように仕向けたんだし、彼らのトップのアル・ヘイモンは一週間全く姿を見せなかったじゃないか」などツイッターで反論した。
2023年6月9日、ガルシアの弁護団が、ゴールデンボーイ・プロモーションズに対して、複数の契約違反とプロモーション契約の無効を主張する催告書を送った。この催告書では、「デ・ラ・ホーヤとゴールデンボーイの共同オーナーたちは、所属ボクサーを擁護するどころか、ソーシャルメディアを使って評判を落とした」や「ボクサーの搾取が伝説となっているこのスポーツにおいて、デ・ラ・ホーヤとゴールデンボーイは新たな章を書き起こした」などが申し立てられ、ゴールデンボーイ・プロモーションズがガルシアへの支払い義務を履行せず、試合の放送に関する契約も守らず、またボクサーへの軽蔑禁止条項にも違反したなどが主張された。6月16日、デ・ラ・ホーヤとゴールデンボーイ・プロモーションズは、ガルシアにプロモーション契約を履行するよう求めて、ガルシアとガルシアの弁護士兼顧問のルーペ・バレンシに対してネバダ州連邦地方裁判所で訴訟を起こした。
2023年8月22日、ガルシアがゴールデンボーイ・プロモーションズが起こした訴訟を却下するよう要求する申し立てをネバダ州連邦地方裁判所で起こした。
2023年12月2日、ヒューストンのトヨタセンターにてWBO世界ライト級9位のオスカル・ドゥアルテとスーパーライト級の規定体重より3ポンド重い143ポンドのキャッチウェイト契約のノンタイトル12回戦で対戦。当初はWBAスーパーライト級ゴールド王座決定戦として行われる予定だったが、ガルシアの要望により143ポンドのキャッチウェイト契約となったため、ノンタイトル戦に変更され、ガルシアが8回2分51秒KO勝ちを収めた。また、ゴールデンボーイ・プロモーションズと訴訟中であったため、ホプキンスが「我々は選手のケツにキスをするようなビジネスはしない」とガルシアを甘やかすつもりはないと言えば、ガルシアは「デュノの時と同じように、俺を倒すために彼ら（ゴールデンボーイ・プロモーションズ）がドゥアルテを支援しているのはとても明らかだ」とゴールデンボーイ・プロモーションズへの不信感をあらわにするなど、両者ともに険悪な中で試合が行われた。
2024年1月6日、SNSで妻のドレア・セリーナとの間に第二子が産まれたことを発表した数十分後に、3年間連れ添ったセリーナとの離婚を申請したことを発表した。

##### ヘイニー戦での体重超過からのドーピング違反
2024年1月6日、ガルシア自身も対戦を希望していたWBC世界スーパーライト級王者デヴィン・ヘイニーとの対戦交渉が進められ、数日前にデ・ラ・ホーヤも交渉は順調で3月にも試合が実現することに楽観的であると語っていたが、ガルシアはフロイド・メイウェザー・ジュニアからアドバイスを受けると急遽考えを変えSNSに「チームに別の道を進むと伝えた」「私の今の目的はロランド・ロメロと戦うことだ。チームがこの決断を支持してくれることを祈ります」と投稿して、考えが変わりヘイニーではなくメイウェザー・プロモーションズ所属選手でWBA世界スーパーライト級王者のロランド・ロメロと対戦したいと表明した。しかし、その後ロメロがイサック・クルスと対戦することを選択したため、ヘイニーとガルシアの対戦が決定した。
2024年4月15日、SNSにオーストラリアの33歳のポルノ女優であるサバンナ・ボンドに片膝をついてプロポーズをする動画を投稿し、ボンドと婚約したことを発表した。なお、ガルシアはボンドが妊娠したことを示唆している。
2024年4月17日、ヘイニーとの試合3日前にプロモーションのためエンパイア・ステート・ビルの屋上でフェイスオフのセレモニーが行われたが、2人が顔を突き合わせた際に言い合いになるとヘイニーがガルシアを突き飛ばした。この日の夜にヘイニーとガルシアは試合のプロモーションを兼ねてシティ・フィールドでニューヨーク・メッツの始球式を行う予定になっており、球場入りしてキャッチボールなどを行っていたが、この騒動の影響でメッツの関係者が暴行事件に発展することを危惧し2人の始球式を急遽中止にした。
2024年4月19日、前日計量が行われたが、午前中に非公開で行われた公式計量で、ガルシアはスーパーライト級の規定体重を3.2ポンド（約1.4kg）のオーバーとなる143.2ポンドで計量し、時間の猶予を与えられる再計量も拒否したため、そのまま体重超過で計量失格となり、王座獲得の権利を剥奪された。このため両陣営は交渉を行い、ガルシアが60万ドル（約9200万円）とペイ・パー・ビューがある一定件数以上売れた場合に2％の歩合の罰金を支払うこと及び、体重超過があった場合通常行われることが多い体重リカバリーを抑えるための試合当日の計量は実施しないことで合意し、試合が行われることになった。午後にファンや記者向けに公開で行われたセレモニー計量では、ガルシアは片手に瓶ビールを持って登場し、体重計に乗ると堂々とその瓶ビールをラッパ飲みで一気に飲み干したが、ファンからブーイングが起こるとガルシアはマイクで「くたばれ。結局俺があいつをノックアウトすれば、またみんな俺を応援するんだ」と叫んだ。また、ガルシアはSNSに悪びれる様子もなく「なぜ弱くなるかもしれないのに無理やり体重を落とさなくちゃいけないんだ？、俺は勝つためにここにいるんだ」や「気分は最高だ、3ポンドのアドバンテージを得られた。勝者はやるべきことをやるんだ」と投稿した。
2024年4月20日、ニューヨークのバークレイズ・センターにてWBC世界スーパーライト級王者デヴィン・ヘイニーに挑戦。試合前のオッズでガルシアは1.1倍対6.8倍で圧倒的不利と目されていたが、7回、10回、11回とヘイニーから計3度のダウンを奪い、番狂わせとなる12回2-0（112-112、114-110、115-109）の判定勝ちを収めた。なお、上記の通りガルシアは体重超過により王座獲得の権利を剥奪されていたため、王座は空位となるはずだったが、WBC会長のマウリシオ・スライマンはそれを覆し、ヘイニーが王座を引き続き保持すると発表した。試合後の記者会見で、ガルシアは「もう140ポンド（スーパーライト級）では戦わない。147ポンド（ウェルター級）に行くつもりだ。俺は厳密には140ポンドで戦ったことさえない。あらゆる減量方法を試してきたが、俺の身体はもう143ポンドを下回ることができない。それは不可能だ」とウェルター級への転向を表明した。
2024年5月1日、VADA（ボランティア・アンチ・ドーピング協会）がヘイニー戦の前日計量後と試合直後に2回実施した薬物検査で、ガルシアから採取された尿のAサンプルから2回ともパフォーマンス向上薬の一種であるオスタリンの陽性反応が検出されたことを、VADAが報告書を試合関係者に送付したが、ESPNがこの報告書を独自に入手して報道した。5月23日、Aサンプルに続きBサンプルからも同様にオスタリンの陽性反応が検出されたことが報道された。ガルシアはSNSに「ステロイドがめちゃくちゃ大好きだ」や「ボクシングでもう二度と金を稼げなくても構わない。俺を罠にはめたお前たちの負けで、俺の負けではない。俺はステロイドを全部飲み込むよ」と投稿、ガルシアの弁護団は「陽性反応の通知を受けた直後、ライアンは自主的に毛髪を採取し、毒性学と毛髪サンプル分析の第一人者であるパスカル・キンツ博士に送った。毛髪サンプルの結果は陰性だった。試合前にライアンが摂取していた天然サプリメントの1つが汚染されていたと判明することは間違いない。陽性反応の出所を突き止めるため、サプリメントの検査を進めているところだ」とし、ニューヨーク州アスレチック・コミッション（NYSAC）は、この問題に関しては検討中だと声明を発表した（NYSACも独自に薬物検査を実施していたが、安価な検査でオスタリン等の検査は含まれていなかったため検査結果は陰性となっていたが、VADAの検査結果が陽性と判明したあとに、改めてオスタリンの検査を実施したところ陽性反応が検出された。このためガルシアは合計3回陽性反応が検出されたことになる）。
2024年5月11日、ヘイニーは弁護士を通じて、ガルシアが故意に体重超過をしてさらに2回禁止薬物の陽性反応が検出され、また禁止されている点滴を使用した（ガルシアが試合前に点滴を使用する動画が出回る）ことは重大な違反であると主張し、ガルシアから検出されたオスタリンの検出量は各地のアスレチック・コミッションが定める制限値をはるかに超える35～60倍で、前例として2016年に同じようにオスタリンの陽性反応が検出され試合結果が失格負けに変更されたルシアン・ブーテのケースを引用して、試合結果をドーピング違反の大半の処分で下されるノーコンテストではなくガルシアの失格負けに変更するよう要請する書簡をニューヨーク州アスレチック・コミッションに送付した。
2024年5月23日、ローガン・ポールが所有する飲料水ブランド「Prime」について（Primeはヘイニーとスポンサー契約を結んでいる）、ガルシアがSNSで根拠もなくPrimeを飲んだら「あなたの脳を殺す」「あなたの肝臓をめちゃくちゃにする」やPrimeは悪魔と関係しており従業員が子供をレイプして焼いたなどの虚偽の風説を流したとして、同ブランドから名誉毀損などで訴訟を起こされた。
2024年6月8日の午後5時過ぎ、ロサンゼルスのビバリーヒルズにあるビバリーヒルズ・ウォルドーフ・アストリア・ホテルで宿泊していた部屋や廊下の物品を破壊した器物損壊容疑で逮捕された。ガルシアは酩酊状態で、上半身裸の状態で手錠をかけられ逮捕された。ホテル側の損害はおよそ1万5000ドル（約230万円）だという。
2024年6月16日、これまでドーピング違反を批判されたカレブ・プラントとSNS上で言い争っていたが、ジャーボンテイ・デービス対フランク・マーティンの試合会場で口論からプラントにビールを投げつけられ乱闘騒ぎを起こすと、ガルシアはSNSでプラントの妻を性的に侮辱し、自身と不倫関係にあるような投稿を行った。
2024年6月20日の午前8時頃に、ガルシアがSNSで「俺は正式に引退した」と現役引退を表明したが、これにヘイニーのトレーナーで父親のビル・ヘイニーがすぐに「ガルシアが引退を表明したことに驚きはない。48時間以内の自分の運命を受け入れるつもりがないということだ。48時間以内に（ドーピング違反で）出場停止になるからね」と反応した。同日の午後、ガルシアがニューヨーク州アスレチック・コミッションと処分を受け入れることで和解合意に達し、コミッションはガルシアに1年間の試合出場停止処分、契約書に記載されたファイトマネー全額120万ドル（約1億9千万円）をプロモーターのゴールデンボーイ・プロモーションズへ返金（PPVボーナス分は返金なし）、1万ドル（約150万円）の罰金処分を科し、また試合結果もノーコンテストに変更されたことが発表された。ガルシアはSNSで「俺の勝利を奪った」「絶対に不正行為をしていない」「無実だ」「ボクシングは死んだ」「UFCに向かう」「ダナ・ホワイト（UFCのCEO）、本気で連絡ちょうだい」「1年後に復帰する。俺はすでに引退していたので、1年間引退して復帰するだけだ」など投稿した。
2024年7月5日、ガルシアがSNSで「ニガーは全員クソ、ムスリムは全員クソ」と投稿したり、ライブ配信で「俺はニガーが嫌いで、反黒人だ。俺はKKK（クー・クラックス・クラン）だ。ジョージ・フロイドを生き返らせて、あのニガーをもう一度殺そう」など一線を越えた発言をしたことで、WBCのマウリシオ・スライマン会長は「我々はいかなる差別も拒否する」としてガルシアをWBCから追放処分とすることを発表するとともに、「ライアンは精神衛生と薬物乱用の評価と治療についての我々の支援を何度も断っており、彼の健康を心配しています」と声明を出した。また、ガルシアの両親も「私たち家族は、人種や宗教に関する彼の発言を断固として支持しません」としてガルシアの最近の行動を非難するとともに、ガルシアへの支援を求める声明を出した。後日ガルシアは謝罪し、リハビリ施設に入所することを発表した。
2024年7月10日、ガルシアが自身の子供に会うことを離婚した元妻のアンドレア・セリーナから薬物濫用を理由に拒否されたとして、元妻にSNSのダイレクトメッセージで「お前は売女だ」「見つけ出してぶちのめしてやる」など大量の誹謗中傷メッセージを送りつけたあと、浮気を目撃したとして元妻の自宅に侵入すると暴れて室内を破壊し、泣き叫ぶ元妻と言い争う動画が拡散された。元妻は「ライアンはシラフになることに集中する必要がある。常に薬物の影響下にあるような人が子供たちの周りにいて、子供みたいに振る舞ってテレビを全部壊したり、家の中のあらゆるものを壊したりして、子供達に危害を加えたり、家庭を物理的に破壊したりするような人に付きまとわれたくない」とSNSに投稿した。ガルシアは翌日に「ここ数週間ですべてを失いました。ボクシングのキャリア、他にもたくさんのもの。アンドレアを傷つけ、子供たちを傷つけ、周りのみんなを自分の行動で傷つけました。子供たちが大きくなってからこれを見ることになると思うと、申し訳なく思います」「彼女についての発言は全て撤回します。彼女は私からお金を盗んだことも、私に悪いことをしたことも、浮気をしたことも一度もありません。私たちは付き合っていませんから、彼女は浮気者ではありません」とSNSの動画で謝罪し、リハビリ施設に入所することを発表した。
2024年10月8日、同年6月のホテルでの破壊行為についてホテル側はガルシアへの訴訟を取り下げた。事件後、ガルシアはホテルに損害賠償金を支払っており、事実上和解した。なおガルシアは後日、離婚と子供の親権争が破滅的な行動につながり、事件当日は記憶がなくなるほど多量のマジックマッシュルームを摂取して酩酊状態だったと語っている。
2024年12月31日、さいたまスーパーアリーナで開催されたRIZIN DECADEで、安保瑠輝也とボクシングのエキシビションで対戦予定だったが、ガルシアが練習中に右手首を負傷したため延期されることになった。大会中にはガルシアが謝罪の意を示した上で、「怪我が治ったら2025年に必ず試合をやります。安保には彼が言った言葉を後悔させてやる。私には回復の時間が必要なだけです」と話すVTRが上映された。しかしその後、ガルシアが5月2日にロランド・ロメロと対戦することが発表された。これについてRIZIN榊原信行CEOは、弁護士を立てて損害賠償についてガルシア側と話し合っていると説明した。
2025年3月14日、安保瑠輝也とのエキシビション戦について、アメリカでの放映権を持ち、両選手が出席した記者会見を開くなどプロモーションを行っていたFANMIO（ファンミオ）が、ガルシアとゴールデンボーイ・プロモーションズに対し、「ガルシアは大みそかに日本で安保瑠輝也とエキシビション戦を行う独占契約を結んでいた。報酬を受け取り、プロモーションも順調に進んでいたにもかかわらず、FANMIOはライアンが参加するつもりのないイベントを企画するよう騙された。さらに、ゴールデンボーイ・プロモーションズは積極的にイベントを妨害しようとした」とし、詐欺的勧誘の疑い、不法な妨害、その他の重大な申し立ての疑いがあるとしてアメリカで訴訟を起こした。訴状一式の中には、榊原CEOのサインが記されている日本側のプロモーターであるRIZINとファンミオの契約書類も含まれている。

#### ウェルター級
2025年4月22日、WBA世界ウェルター級王者のジャロン・エニスが同日付でWBA世界同級スーパー王者に認定されたため、同年5月2日にニューヨーク市タイムズスクエアで行われるWBA世界同級2位のロランド・ロメロと3位のガルシアとの試合についてノンタイトル戦からWBA世界同級レギュラー王座決定戦として行われることとなった。
2025年5月2日、ニューヨークタイムズスクエアの特設リングで約1年ぶりの復帰戦としてSNKとザ・リング共催および『餓狼伝説 City of the Wolves』とのタイアップ興行のメインイベントでWBA世界ウェルター級2位のロランド・ロメロとWBA世界同級王座決定戦を行うも、2回中にガルシアにダウンを奪われたこともあり12回0-3（112-115×2、109-118）の判定負けを喫し王座獲得に失敗、2階級制覇を果たせなかった。

## 人物
- 2021年1月にスポーツドリンクのゲータレードとスポンサー契約を交わす。史上初めてゲータレードと契約を交わしたボクサーになった[76]。
- 2020年5月11日に自身のSNSで「ヘンリー・セフードが、俺にボクシングで良い戦いをしてくれると思う？」と、引退を表明していた総合格闘技の元UFC世界二階級制覇王者ヘンリー・セフードを挑発、セフードが「このオスカー・デ・ラ・ホーヤの真似事野郎。お前の競技でひざまずかせてやる。ダナ・ホワイト、この魚を料理させてくれ」と応じると、ガルシアはさらに「セフードが望むなら、最初はボクシング、次に総合格闘技のミックスルールで決着をつける用意がある」と発言した[77][78]。
- 2021年1月には、「『これは（ボクシングは）本当の戦いではない。本当の戦いってのは、蹴り、絞め技、関節技、全てがあるもんだ』って言うやつがいるなら、MMAで俺が倒すことができないと言われている選手を打ち負かしたい。それが、コナー・マクレガーだとしても戦うよ」「金を稼ぐために言ってるわけではない。金銭面は気にしていない。ただ自分が世界最高のファイターであることを証明したいんだ」と、26歳でボクシングを引退して総合格闘技に挑戦したいと語った[79][80]。
- 2024年6月にドーピング違反で1年間の出場停止処分を受けたあとに「UFCへ向かう」と発言したことについて、「俺は（UFC世界バンタム級王者）ショーン・オマリーが好きなんだ。彼は（ドーピング疑惑の際に）俺を擁護してくれたからね。もし彼が本当にUFCで俺と戦いたいのなら俺は戦うよ。あるいはベアナックル・ボクシングでね。俺は誰とでも戦う準備が出来てるよ」と語った[81]。
- 2024年7月27日、パリオリンピックの開会式でドラァグクイーンやトランスジェンダーのモデル達が『最後の晩餐』のオマージュを演じ、歌手のフィリップ・カトリーヌ（英語版）が全身を青く塗ってほぼ全裸でディオニューソスを演じたことについて、敬虔なクリスチャンであるガルシアはXで「オリンピックなんかクソだ。ボイコットしろ。これはイエス・キリストへの冒涜だ」「LGBTのコミュニティはカルト集団だ」「同性愛者は神にとって忌まわしい存在だ。お前達は神にとっての問題であり、俺にとってはどうでもいい存在だ」「LGBTのコミュニティの奴ら、お前達は何をしても構わない。無礼なことをして、局部を露出して、偉そうに歩き回ればいい。だか俺は反撃するし、みんなこいつらを怖がってる。くたばれ、地獄で火に焼かれて別の動物に生まれ変わってしまえ」「もし君がゲイやトランスジェンダー、あるいはあの悪魔的なカルト集団を支持するなら、今すぐ俺をフォローするのはやめろ」等と投稿した[82]。
- ガルシアのプロモーターであるオスカー・デ・ラ・ホーヤは、2024年4月のデヴィン・ヘイニーとの試合でのガルシアについて、試合の週の月曜日に「助けて欲しい、ガルシアが部屋で酔っ払って女たちと騒いでいる」と連絡が来たように、ガルシアは万全の状態から程遠く30％の力しか発揮できなかったと思うと語っている。またガルシアについて、直接会ったり電話では優しくて楽しいナイスガイだが、TwitterやInstagramなどのSNSでは別人のようで、アドバイスや注意をしても聞かないので何を考えているのか全くわからないと語っている[83]。
- ガルシア本人もヘイニー戦ではメンタルヘルス問題を抱え精神的に苦しんでいたことから毎日酒を飲み定期的に薬物を使用していたと語っている[84]。
- 2021年4月にボクシングジムでチームメイトのサウル・アルバレスやトレーナーのエディ・レイノソとトレーニングしていた際に、メンタルヘルスの影響により突如として感情が爆発してしまい理由もなくその場で泣き崩れたときに、ボクシングから離れ休養をとることを決めたといい、その後、酷く塞ぎ込み一時は自殺願望もあったがセラピーによって回復することが出来たと語っている[85][86]。

## 戦績
- アマチュアボクシング：230戦 215勝 15敗
- プロボクシング：27戦 24勝 (20KO) 2敗 1無効試合

| 戦           | 日付           | 勝敗 | 時間    | 内容    | 対戦相手                         | 国籍           | 備考                                                             |
| ------------ | -------------- | ---- | ------- | ------- | -------------------------------- | -------------- | ---------------------------------------------------------------- |
| 1            | 2016年6月9日   | ☆    | 1R 2:55 | TKO     | エドガル・メザ                   | メキシコ       | プロデビュー戦                                                   |
| 2            | 2016年6月24日  | ☆    | 1R 1:12 | TKO     | エクトル・ガルシア               | メキシコ       |                                                                  |
| 3            | 2016年7月7日   | ☆    | 1R 1:40 | TKO     | ルイス・ロサノ                   | メキシコ       |                                                                  |
| 4            | 2016年7月27日  | ☆    | 4R      | 判定3-0 | クリスチャン・ヘスス・クルス     | メキシコ       |                                                                  |
| 5            | 2013年8月17日  | ☆    | 2R 1:44 | TKO     | ジョナサン・クルス               | プエルトリコ   |                                                                  |
| 6            | 2016年10月14日 | ☆    | 2R 終了 | TKO     | マリオ・アギーレ                 | メキシコ       |                                                                  |
| 7            | 2016年12月17日 | ☆    | 2R 2:00 | KO      | ホセ・アントニオ・マルティネス   | メキシコ       |                                                                  |
| 8            | 2017年2月3日   | ☆    | 2R 0:55 | KO      | デボン・ジョーンズ               | アメリカ合衆国 |                                                                  |
| 9            | 2017年5月6日   | ☆    | 2R 2:20 | TKO     | タイロン・ラッキー               | アメリカ合衆国 |                                                                  |
| 10           | 2017年7月15日  | ☆    | 1R 1:14 | KO      | マリオ・マシアス                 | メキシコ       |                                                                  |
| 11           | 2017年9月15日  | ☆    | 1R 0:30 | KO      | ミゲール・カリゾザ               | メキシコ       | NABF北米スーパーフェザー級ジュニア王座決定戦                     |
| 12           | 2017年11月2日  | ☆    | 3R 2:59 | TKO     | セサール・アラン・ヴァレンズエラ | メキシコ       | NABFジュニア防衛1                                                |
| 13           | 2017年12月16日 | ☆    | 8R 1:45 | TKO     | ノエ・マルティネス・レイゴサ     | メキシコ       |                                                                  |
| 14           | 2018年3月22日  | ☆    | 1R 2:55 | KO      | フェルナンド・バルガス・パーラ   | メキシコ       | NABFジュニア防衛2                                                |
| 15           | 2018年5月4日   | ☆    | 10R     | 判定3-0 | ジェイソン・ベレス               | プエルトリコ   | NABF・NABO北米スーパーフェザー級王座決定戦                       |
| 16           | 2018年9月1日   | ☆    | 10R     | 判定2-0 | カルロス・モラレス               | アメリカ合衆国 |                                                                  |
| 17           | 2018年12月15日 | ☆    | 5R 1:14 | KO      | ブラウリオ・ロドリゲス           | ドミニカ共和国 |                                                                  |
| 18           | 2021年3月31日  | ☆    | 2R 終了 | TKO     | ホセ・ロペス                     | プエルトリコ   |                                                                  |
| 19           | 2019年11月2日  | ☆    | 1R 1:38 | KO      | ロメロ・デュノ                   | フィリピン     | NABO北米ライト級タイトルマッチ WBC世界ライト級シルバー王座決定戦 |
| 20           | 2020年2月14日  | ☆    | 1R 1:20 | KO      | フランシスコ・フォンセカ         | ニカラグア     | WBCシルバー防衛1                                                 |
| 21           | 2021年1月2日   | ☆    | 7R 1:58 | TKO     | ルーク・キャンベル               | イギリス       | WBC世界ライト級暫定王座決定戦                                    |
| 22           | 2022年4月9日   | ☆    | 12R     | 判定3-0 | エマニュエル・タゴエ             | ガーナ         |                                                                  |
| 23           | 2022年7月16日  | ☆    | 6R 0:27 | KO      | ハビエル・フォルトゥナ           | ドミニカ共和国 |                                                                  |
| 24           | 2023年4月22日  | ★    | 7R 1:44 | KO      | ジャーボンテイ・デービス         | アメリカ合衆国 | 136ポンド契約12回戦                                              |
| 25           | 2023年12月2日  | ☆    | 8R 2:51 | KO      | オスカル・ドゥアルテ             | メキシコ       |                                                                  |
| 26           | 2024年4月20日  | －   | 12R     | NC      | デヴィン・ヘイニー               | アメリカ合衆国 |                                                                  |
| 27           | 2025年5月2日   | ★    | 12R     | 判定0-3 | ロランド・ロメロ                 | アメリカ合衆国 | WBA世界ウェルター級王座決定戦                                    |
| テンプレート |                |      |         |         |                                  |                |                                                                  |

## 獲得タイトル
- NABF北米スーパーフェザー級ジュニア王座
- NABF北米スーパーフェザー級王座
- NABO北米スーパーフェザー級王座
- WBC世界ライト級シルバー王座
- NABO北米ライト級王座
- WBC世界ライト級暫定王座（防衛0）

## ペイ・パー・ビュー売上げ
| 開催年月日    | イベント                                        | 販売件数 | テレビ局 | 備考   |
| ------------- | ----------------------------------------------- | -------- | -------- | ------ |
| 2024年4月20日 | デヴィン・ヘイニー vs. ライアン・ガルシア       | N/A      | DAZN     | 70ドル |
| 2023年4月22日 | ジャーボンテイ・デービス vs. ライアン・ガルシア | 120万件  | SHOWTIME | 85ドル |